# Пресељење српске индустрије у западне југословенске републике
Пресељење српске индустрије у западне југословенске републике била је стратегија владе Федеративне Народне Републике Југославије да спроведе масовни трансфер индустријских постројења, машина, технологије и стручњака из Србије у западне републике Југославије (пре свега у Хрватску и Словенију) током периода Информбироа (1948—52) и недуго након њега. У неким случајевима су пресељени само делови индустријских погона, док су у другим комплетне фабрике демонтиране и транспортоване из Србије. Будући да је у то време однос високообразованих људи био врло низак, исељавање стручњака из Србије имало је значајне негативне последице на њен будући развој.
Југословенско комунистичко руководство, подржано словеначким и хрватским комунистима, користило је очекивану совјетску инвазију као службено објашњење овог пројекта, док су се српски и црногорски комунисти залагали против њега. Словеначка и хрватска страна тврдиле су да би знатно виши ниво просечног академског постигнућа и образовања њихових република међу урбаним становништвом Словеније и Хрватске у то време олакшао проналажење додатних квалификованих радника него у Србији или на сличан начин заменио постојеће српске ако је неопходно.
Према извештају ЦИА-е, Јосип Броз Тито подржао је словеначке и хрватске комунисте. Број фабрика пресељених из Србије у западне југословенске републике креће се између 70 и 76, према текстовима објављеним у савременим медијима. Одредиште пресељене српске индустрије биле су првенствено републике Хрватска и Словенија, затим Босна и Херцеговина и Црна Гора, док је нека индустрија завршила у Албанији.
Премештена индустрија обухватала је производњу авиона и производњу тешких возила.
Будући да су многа нова одредишта за српску индустрију била много ближа територијама под совјетском контролом, тј. Марибор у Словенији или Вараждин у Хрватској, од њихових првобитних локација у Србији, многи аутори су закључили да прави разлог пресељења српске индустрије из Србије није био страх од совјетске инвазије, већ комунистичка намера да казни српске националисте због њихове реторике и тежње за реформом Југославије као великосрпске државе.

## Историјска позадина
Након што су комунисти преузели власт у Србији по завршетку Другог светског рата, бројне фабрике су премштене из Србије у друге крајеве Југославије, под Резолуцијом Информбироа као званичног објашњења.
Поклоници Информибироа били су махом из Црне Горе, као и Срби из Босне и уже Србије и у мањем броју Хрвати и Словенци. Поједини извори тврде да прави разлог премештања индустрије није био да фабрике не доспеју у руке совјетских непријатеља, већ да се Србија казни за „великосрпски национализам" наневши јој значајну економску штету. Раније убеђења комуниста о наводној привилегованој позицији Србије у Краљевини Југославији, биле су позиција на основу које су Србија, као и Словенија, биле превиђена за најспорији индустријски раст и развој. Иако су поједине фабрике и индустријске гране премештене у Србију из других република, статистички је 43% више индустрије премештено из Србије у поређењу са бројем увежених постројења.
Извештај ЦИА показује да је план о пресељењу фабрике из Србије у Словенију био подржан од стране словеначких и хрватских комуниста и Јосипа Броза Тита, чему су се противили комунисти из Србије и Црне Горе.

## Авиоиндустрија
Прво српско предузеће за производњу авиона, аутомобила и машина „Икарус" је премештено из Београда у Мостар, где је формирано ново предузеће под именом „Соко". Комунистичка власт је преселила из Београда у Мостар комплетну опрему као и највеће стручњаке који су умели да раде за овим машинама. Соко је сматран за неформалног наследника Икаруса. Поједини стручњаци који су радили за Икарус изражавали су протест због пресељења и уништења фабрике која је имала значајну традицију.
Прва петолетка из Трстеника поседовала је линију производње борбених авиона која је добијена од стане Немачке као ратна репарација током касних четрдесетих. Читав производни погон је пребачен из Трстеника у Мостар, где је наставио да ради као део Сокола.

## Друге индустријске гране
Већина постројења фабрике „Југоалат" из Новог Сада која је била специјализована за производњу алата, пребачена је у Требиње, док је из Суботице ливница „Партизан" пребачена у Сарајево у триста железничких вагона. Након Другог светског рата комунистичке власти су „Завод Александар Ранковић" (ЗАР) из Београда преименовале у „Индустрија мотора Раковица" (ИМР). Након 1938. фабрика је производила камионе Прага РН према лиценцели коју је ЗАР откупио од прашке компаније. По наређењу Министарства одбране Југославије компанија ИМР је морала да преда читаву техничку документацију, средства за производњу и стечено знања и вештине словеначкој Tovarna avtomobilov (ТАМ) из Марибора.

## Последице
За време периода који је био веома важан за успостављање темеља будућег индустријског развоја југословенских република, удео Срба у индустријској производњи Југославије опао је за 13,8%. Премештање постројења из Србије у северозападне делове Југославије био је један од главних разлога зашто је Србија постала индустријски мање развијена у поређењу са Словенијом и Хрватском. Током 1947. Словенија је имала 67% снажнију економију од Србије да би тај проценат скочио на 254% у 1987.

## Епилог
Народна скупштина Србије усвојила је 24. јула 1991. године предлог о престанку величања комунистичких вођа који су били одговорни за премештање српских постројења у друге делове Југославије и друге политичке мере које су утицале на оштећење српске економије и народа Србије. Почетком 1990их ова стратегија премештања била је представљена и у уџбеницима из географије за осми разред основне школе. Могући мотив је, према речима Дубравке Стојановић, био пружање аргумената да су Србија и Срби били експлоатисани и потчињени у Југославији, са крајњим циљем да се креира психолошка основа за рат. Борис Дежуловић је 2010. објавио текст у којем наглашава да главно крајње одредиште премештених постројења није било Словенија или Хрватска, већ Босна и Херцеговина. У свом тексту, насловљеном „Српска индустрија се враћа кући”, подругљивим тоном говорио је и о појави да су многи српски радници, чије су фабрике премештене у западне југословенске републике након Другог светског рата, данас јефтина радна снага за одређене савремене хрватске и словеначке предузетнике који су своје производне погоне преселили у Србију 2010. године.
Оливер Антић, тадашњи представник Србије у Комисији за сукцесију земаља бивше Југославије, 2013. године је изјавио да је индустрију исељену из Србије неопходно узети у обзир приликом формирања уговора о сукцесији.

## Анализа
Према одређеним изворима, прави разлог пресељења српске индустрије из Србије није био страх да ће она пасти у совјетске руке, већ комунистичка намера да казни „великосрпски национализам” тако што ће му нанети знатну економску штету. Аргументи које пружају ти извори су следећи:
1. Након што је опасност од совјетске инвазије прошла, постројења нису враћена Србији нити су јој на било који начин компензована
2. Премештање индустрије из Србије наставило се и након што је опасност прошла
3. Није било сличних премештања из Словеније или Хрватске током кризе везане за Слободну Територију Трста или након кризе проузроковане обарањем америчких авиона 1946. године у Словенији
4. Током периода премештања индустрије из Србије такође је била активна и забрана индустријских инвестиција која је важила само на територији Војводине
5. Премештање производње на недовољно припремљене локације резултирало је потешкоћама у одржавању квалитета, али и саме производње
6. Први петогодишњи план економског развоја Југославије предвиђао је спорији развој и мање инвестиција за индустрију Србије

У 2010. Борис Дежуловић је објавио есеј у којем објашњава да је главна дестинација за исељену српску индустирја била Босна и Херцеговина, а не Хрватска или Словенија.